# Johann Georg August Galletti
Johann Georg August Galletti un historien allemand, historiographe du duché de Gotha, né à Altenbourg en 1750 et mort en 1828. Il fut professeur au gymnase de Gotha, puis conseiller aulique. 

## Biographie
Élève de August Ludwig Schlözer, il devient en 1783 professeur au gymnase de Gotha puis en 1806, historiographe et conseiller aulique du souverain du duché. 

## Œuvres
Il a laissé de nombreux ouvrages, qui ont eu en Allemagne un succès populaire. Parmi eux :
- Histoire et description du duché de Gotha, 7 vol, 1779-1791
- Histoire de la Thuringe, 6 vol, 1782-1785
- Histoire d’Allemagne, 9 vol, Halle, 1785-1795
- Petite histoire universelle, 27 vol, Leipzig, 1801-1819
- Histoire d'Espagne et de Portugal, 3 vol, Erfurt, 1809-1810
- Histoire générale de la civilisation des trois derniers siècles, 2 vol, Gotha, 1814
- Histoire de la Révolution française, 1814
- Histoire des États et des peuples de l'ancien monde, 3 vol, Berlin, 1825-1826
- Histoire de la Grèce, 2 vol, Gotha, 1826